# Senouillac
Senouillac é uma comuna francesa na região administrativa da Occitânia, no departamento de Tarn. Estende-se por uma área de 15.01 km², e possui 1.112 habitantes, segundo o censo de 2018, com uma densidade de 74 hab/km².